# UFO Tofu
Ufo Tofu è il terzo album della band Béla Fleck and the Flecktones pubblicato nel 1992. Il titolo è un palindromo ed è anche un tema musicale nella traccia omonima.

## Tracce
1. "The West County" – 4:30
2. "Sex In A Pan" (Victor Wooten) – 3:33
3. "Nemo's Dream" – 5:07
4. "Bonnie & Slyde" – 4:18
5. "Scuttlebutt" – 4:04
6. "UFO Tofu" – 3:46
7. "Magic Fingers" – 5:13
8. "True North" – 4:54
9. "Life Without Elvis" – 5:06
10. "Seresta" (Howard Levy, Manfredo Fest) – 3:39
11. "The Yee-Haw Factor" – 6:57
12. "After The Storm" – 3:52

## Musicisti
- Béla Fleck – banjo acoustico, slide, elettrico e nylon
- Howard Levy – armonica (G, A, Bb, C & D), pianoforte, sintetizzatore, pennywhistle e ocarina
- Future Man – Synth-Axe Drumitar
- Victor Wooten – basso